# Cool (canção de Jonas Brothers)
"Cool" é uma canção do grupo americano de pop rock Jonas Brothers. A música foi lançada em 5 de abril de 2019, através da Republic Records, como segundo single do quinto álbum de estúdio, Happiness Begins (2019).

## Antecedentes
O grupo anunciou o nome da música e data de lançamento em 2 de abril de 2019.

## Vídeo musical
O videoclipe foi lançado no mesmo dia da música. O vídeo ostenta um estilo colorido inspirado nos anos 80 e filmado em Miami, Flórida.